# تشو يي هيون
تشو يي هيون ( الكورية :  조이현 ، ولدت في 8 ديسمبر 1999) هي ممثلة كورية جنوبية ظهرت لأول مرة في التمثيل في عام 2017. وقعت عقدًا حصريًا مع جاي واي بي إنترتينمنت ، في عام 2018. في العام التالي ، انتقلت لشركة Artist. ظهرت في مسلسلات مثل قائمة التشغيل بالمستشفى (2020-2021)، ولعبت دور البطولة في المدرسة 2021 (2021) وكلنا اموات ( 2022) وسطاء الزواج (2023).

## فيلموغرافيا

### فيلم
| عام  | عنوان           | دور          | ملحوظات     |
| ---- | --------------- | ------------ | ----------- |
| 2018 | في طريقي للمنزل | جو يي هيون   |             |
| 2019 | التحول          | بارك هيون جو |             |
| 2019 | أوم فاتال       | سو يانغ      | دور الكاميو |

### مسلسل تلفزيوني
| عام       | عنوان                | قناة البث    | دور                    | ملحوظات                 |
| --------- | -------------------- | ------------ | ---------------------- | ----------------------- |
| 2017      | محكمة الساحرة        | كي بي إس 2   | هونغ سيون هوا (الشابة) |                         |
| 2017      | الانتقام الجميل      | أوكسوسو      | جو يي هيون             |                         |
| 2018      | الضيف                | أو سي إن     | هان مي جين (الشابة)    | دور الكاميو، الحلقة. 7  |
| 2018      | باد بابا             | ام بي سي     | كيم سي جونغ            |                         |
| 2018      | أقل من الشر          | ام بي سي     | باي يو صوف             |                         |
| 2019      | بلدي: العصر الجديد   | جاي تي بي سي | سيو يون                | [ 3 ]                   |
| 2020-2021 | قائمة تشغيل المستشفى | تي في ان     | جانغ يون بوك           | الموسم 1 - 2            |
| 2020      | كيف تشتري صديق       | كي بي اس 2   | شين سيو جيونج          | [ 4 ]                   |
| 2021      | مدرسة 2021           | كي بي اس 2   | جين جي وون             | أول دور قيادي           |
| 2021      | المفتش كو            | جي تي بي سي  | منظم حدث Bubble        | دور الكاميو ، الحلقة. 3 |
| 2022      | كلنا أموات           | نيتفليكس     | تشوي نام را            | [ 6 ] [ 7 ]             |
| 2023      | صانعو الزواج         | كي بي اس 2   | سون-ديوك               | [ 8 ]                   |

## الجوائز والترشيحات
| حفل توزيع الجوائز              | عام  | فئة              | المرشح / العمل                       | نتيجة |
| ------------------------------ | ---- | ---------------- | ------------------------------------ | ----- |
| جوائز تشونسا للفنون السينمائية | 2020 | أفضل ممثلة جديدة | التحول                               | رُشِّح   |
| جوائز KBS الدرامية             | 2021 | أفضل ممثلة جديدة | مدرسة 2021                           | رُشِّح   |
| جوائز KBS الدرامية             | 2021 | جائزة أفضل ثنائي | تشو يي هيون من مدرسة كيم يو هان 2021 | فوز   |

## روابط خارجية
- تشو يي هيون على موقع IMDb (الإنجليزية)
- تشو يي هيون على موقع ألو سيني (الفرنسية)
- تشو يي هيون على موقع قاعدة بيانات الفيلم (الإنجليزية)
- تشو يي هيون على موقع كينوبويسك (الروسية)